# Thecostele alata
Thecostele alata (Roxb.) C.S.P.Parish & Rchb.f., 1874 è una pianta appartenente alla famiglia delle Orchidacee. È l'unica specie nota del genere Thecostele.

## Descrizione
È un'orchidea epifita di piccola taglia, che presenta pseudobulbi ovoidali, all'apice dei quali si sviluppa una singola foglia, da ovata a lanceolata, di consistenza coriacea. L'infiorescenza è sorretta da un peduncolo ricadente, ed è composta da 20-40 fiori, poco odorosi, di colore biancastro con macchie e striature porporine, che si aprono non simultaneamente.

## Distribuzione e habitat
La specie è diffusa nell'Asia sud-orientale (Bangladesh, Myanmar, Thailandia,  Laos, Vietnam, Malaysia peninsulare, Borneo, Giava, Sumatra e Filippine).